# Hydropsyche malassanka
Hydropsyche malassanka är en nattsländeart som beskrevs av Schmid 1958. Hydropsyche malassanka ingår i släktet Hydropsyche och familjen ryssjenattsländor. Inga underarter finns listade i Catalogue of Life.